# Eparchia di Abu Qurqas
L'eparchia di Abu Qurqas (in latino Eparchia Abucurcasensis) è una sede della Chiesa cattolica copta suffraganea del patriarcato di Alessandria dei Copti. Nel 2022 contava 42.000 battezzati su 2.030.000 abitanti. È retta dall'eparca Bechara Giuda Matarana, O.F.M.

## Territorio
Sede eparchiale è la città di Abu Qirqas, nel governatorato di Minya, dove si trova la cattedrale di Sant'Antonio e San Paolo.
Il territorio è suddiviso in 21 parrocchie.

## Storia
L'eparchia è stata eretta il 7 gennaio 2020 dal patriarca Ibrahim Sidrak, ricavandone il territorio dall'eparchia di Minya.

## Cronotassi dei vescovi
Si omettono i periodi di sede vacante non superiori ai 2 anni o non storicamente accertati.
- Bechara Giuda Matarana, O.F.M., dal 7 gennaio 2020

## Statistiche
La diocesi nel 2022 su una popolazione di 2.030.000 persone contava 42.000 battezzati, corrispondenti al 2,1% del totale.
| anno | popolazione | popolazione | popolazione | presbiteri | presbiteri | presbiteri | presbiteri                | diaconi | religiosi | religiosi | parrocchie |
| anno | battezzati  | totale      | %           | numero     | secolari   | regolari   | battezzati per presbitero | diaconi | uomini    | donne     | parrocchie |
| ---- | ----------- | ----------- | ----------- | ---------- | ---------- | ---------- | ------------------------- | ------- | --------- | --------- | ---------- |
| 2022 | 42.000      | 2.030.000   | 2,1         | 24         | 24         |            | 1.750                     |         | 2         | 15        | 21         |